# Guido Pella
Guido Pella (Bahia Blanca, 17 de Maio de 1990) é um tenista profissional argentino.

## ATP Challengers finais

### Simples: 6 (5–1)
| Legenda                   |
| ------------------------- |
| ATP Challenger Tour (1–0) |
| ATP Challengers (4–1)     |

| Finais por Piso |
| --------------- |
| Duro (2–0)      |
| Saibro (3–1)    |
| Grama (0–0)     |
| Carpete (0–0)   |

| Posição | Data             | Torneio                            | Piso   | Oponente            | Placar                  |
| ------- | ---------------- | ---------------------------------- | ------ | ------------------- | ----------------------- |
| Vice    | 27 Novembro 2011 | Guayaquil, Equador                 | Saibro | Matteo Viola        | 4–6, 1–6                |
| Campeão | 3 Março 2012     | Salinas, Equador                   | Saibro | Paolo Lorenzi       | 1–6, 7–5, 6–3           |
| Campeão | 5 Agosto 2012    | Manta, Equador                     | Duro   | Maximiliano Estévez | 6–4, 7–5                |
| Campeão | 23 Setembro 2012 | Campinas, Brasil                   | Saibro | Leonardo Kirche     | 6–4, 6–0                |
| Campeão | 1 Dezembro 2012  | ATP Challenger Tour Finals, Brasil | Duro   | Adrian Ungur        | 6–3, 6–7(4–7), 7–6(7–4) |
| Campeão | 6 Outubro 2013   | São Paulo, Brasil                  | Saibro | Facundo Argüello    | 6–1, 6–0                |